# Два джерела мінеральної води
Два джерела́ мінера́льної води́ — гідрологічна пам'ятка природи місцевого значення в Україні. Розташована в межах Дрогобицького району Львівської області, на околиці смт Східниця. 
Площа 0,2 га. Статус надано згідно з рішенням Львівської облради від 2.10.1970 року, № 634. Перебуває у віданні ДП «Дрогобицький лісгосп», Східницьке лісництво, кв. 7 (13), кв. 5 (7). 
Статус надано з метою збереження джерела мінеральної води типу «Нафтуся».